# Jaume Agustí i Milà
Jaume Agustí i Milà (Sant Andreu de Palomar 1817 ? - 1905) fou doctor en teologia i jurisprudència i batxiller en Filosofia i Lletres, assolint el càrrec de degà de la catedral de San Juan (Puerto Rico), d'on fou desterrat acusat de carlí, i en 1876 li fou aixecat el desterrament, i es jubilà en 1886. A la seva mort va deixar totes les seves propietats a la Casa Asil de Sant Andreu de Palomar.

## Publicacions
- El Ancora del coadjutor: manual razonado y completo teorico-practico, eclesiastico-civil de procedimiento parroquial[5]
- El Masonismo condenado por la doctrina católica.[6]